# Прачуап Кири Кан
Прачуап Кири Кан е една от 76-те провинции на Тайланд. Столицата ѝ е едноименния град Прачуап Кири Кан. Населението на провинцията е 550 678 души (31 декември 2020) – 51-ва по население, а площта 6367,6 кв. км (33-та по площ). Намира се в часова зона UTC+7. Разделена е на 8 района, които са разделени на 48 общини и 388 села.